# Dora Gerson
Dora Gerson (Berlim, 23 de março de 1899 – Auschwitz, 14 de fevereiro de 1943) foi uma atriz e cantora alemã de origem judia. Ela foi uma das vítimas do Holocausto, sendo assassinada junto com sua família no campo de concentração de Auschwitz-Birkenau, na Polônia.

## Biografia
Dorothea Gerson nasceu em Berlim e começou sua carreira viajando pela Alemanha atuando e cantando na Holtorf Tournee Truppe, ao lado do ator Mathias Wieman, onde ela conheceu seu primeiro marido, o cineasta Veit Harlan. O casal se uniu em 1922 e se divorciou dois anos mais tarde. Harlan mais tarde dirigiu o filme antissemita de propaganda nazista Jud Süß (1940) por influência do Ministro da Propaganda Joseph Goebbels. A sobrinha de Harlan se casaria com o cineasta judeu Stanley Kubrick.
Em 1920, Gerson foi escalada para aparecer na bem sucedida adaptação cinematográfica do romance Auf den Trümmern des Paradieses de Karl May e, mais tarde, naquele mesmo ano, estrelou em outra adaptação de um livro de May, Die Todeskarawane. Ambos os filmes traziam em seu elenco o ator húngaro Béla Lugosi. Ambos são, hoje, filmes perdidos. Gerson continuou a cantar em cabarés durante toda a década de 1920, enquanto atuava em filmes mudos.
Em 1933, no entanto, o Partido Nazista ascendeu ao poder na Alemanha e a população judia foi sistematicamente destituída de seus direitos. A carreira de Gerson declinou drasticamente. Proibida de atuar em filmes "arianos", ela começou a gravar numa pequena gravadora fundada por judeus. Ela começou a gravar em iídiche e sua canção "Der Rebe Hot Geheysn Freylekh Zayn", de 1936, fez sucesso entre os judeus da Europa na década de 1930. As gravações mais notáveis de Gerson nesse período incluem "Backbord und Steuerbord" e "Vorbei", uma balada lembrando a Alemanha pré-nazismo:
| “ | Estão além da lembrança Um último olhar, um último beijo E, então, está tudo acabado sob o manto da eternidade Uma palavra final, um último adeus | ” |

## Morte
Em 1936, Gerson se mudou com seus parentes para a Holanda, fugindo dos nazistas. Ela se casou de novo, com Max Sluizer (n. 24 de junho de 1906). Em 10 de maio de 1940, a Alemanha invadiu a Holanda e os judeus de lá foram submetidos aos mesmos tratamentos que os judeus da Alemanha. Após dois anos vivendo sob a opressão dos nazistas, a família de Gerson começou a planejar sua fuga. No entanto, eles foram presos tentando fugir para a Suíça, país neutro durante a Segunda Guerra Mundial. A família foi enviada de trem para o campo de concentração de Westerbork e, depois, para Auschwitz, na Polônia. Gerson (43 anos), Sluizer (37 anos) e os dois filhos do casal – Miriam Sluizer (5 anos) e Abel Juda Sluizer (2 anos) – foram mortos em Auschwitz em 14 de fevereiro de 1943.